# Japonès
El japonès o japonés (日本語 nihongo o nippongo, en japonès) és una llengua parlada per uns 130 milions de persones. Al Japó, a les comunitats d'emigrants japonesos, especialment al Perú i al Brasil, i a l'illa d'Angaur a la República de Palau. Un tret característic del japonès és el seu complex sistema honorífic de cortesia (keigo, 敬語 literalment "llengua de respecte") que reflecteix la naturalesa de la societat japonesa, i que té formes verbals i un vocabulari particular per indicar l'estatus relatiu del parlant, de l'interlocutor, i de les persones esmentades a la conversa.
El japonès és un idioma de difícil filiació, forma part de les llengües japòniques, però la seva relació amb altres llengües és discutida. Se n'han proposat algunes classificacions però cap no ha estat acceptada unànimement. Per a alguns lingüistes el japonès està relacionat amb el coreà (aquesta hipòtesi està àmpliament reconeguda) i el manxú. Uns altres lingüistes relacionen el japonès amb les llengües altaiques. I alguns pocs la consideren emparentada amb les llengües austronèsies. Actualment acostuma a ser classificada com a llengua aïllada. És una llengua aglutinant amb un nombre relativament petit de sons, i un sistema d'accent tonal amb significat lèxic. El japonès té una estructura basada en mores.

## Història

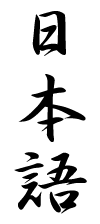
Els kanji que formen la paraula japonès.

### Japonès antic
La datació del japonès antic és una mica controvertida però la seva fi se sol datar el 794 quan la capital Heijōkyō es trasllada a Heiankyō. La datació de l'inici encara és una mica més controvertida. S'han trobat restes de tauletes i d'altres objectes amb fragments de textos en excavacions arqueològiques. Això no obstant, el primer text de certa extensió amb què es compta és el Kojiki, del 712. Altres fonts literàries antigues són: Fudoki (720), Nihonshoki (720) i Man'yōshū (771). Per raons pràctiques aquesta es considera la data inicial del període. Per tant, el període que s'anomena "japonès antic" en història de la llengua japonesa coincideix amb el que els historiadors denominen Període Nara (710-794). Una altra opció seria determinar només una data final (794) no especificant cap punt en el temps per a l'inici. Se sap que el japonès prové del xinès antic arribat a través d'immigrants del continent asiàtic durant el segle i aC, però la seva filiació genètica es manté incerta. Se la sol considerar una llengua aïllada. No té cap relació amb el xinès ni amb la llengua ainu. És un fet provat l'existència de correlacions sistemàtiques entre els fonemes de les llengües coreanes primitives i del japonès antic.
Tot i així, encara no és clar si aquestes correlacions serien degudes a un vincle genealògic o a préstecs lèxics massius al llarg dels segles. Una teoria alternativa adscriu aquest idioma a la macrofamília de les llengües austronèsies. Segons aquesta hipòtesi el japonès s'entendria com la llengua que forma l'extrem nord d'un grup del qual formen part les llengües aborígens de Taiwan, el tagal i altres idiomes de les Filipines i el malai-indonesi en totes les seves variants. En general la investigació contemporània bascula entre ambdues hipòtesis, reconeixent un fort influx continental i, alhora, la seriosa possibilitat de l'existència d'un substrat austronèsic difuminat per l'influx de les llengües coreanes primitives. Gran part dels investigadors consideren les llengües coreanes part de la família altaica, si bé la categoria d'"altaica" és, en si, controvertida.
Des que el 2500 aC pobles mongols que arribaren del continent van començar a poblar les illes del Japó, es va iniciar el desenvolupament d'una llengua arcaica amb mots patrimonials (Yamato kotoba) d'estructura polisil·làbica, així com una cultura pròpia. No seria fins al segle iii quan es va introduir la cultura xinesa de savis coreans a les illes. Aquesta invasió cultural va durar aproximadament quatre segles, durant els quals es van introduir ciències, arts, religió i, naturalment, el sistema d'escriptura xinès.
Els japonesos van utilitzar els caràcters xinesos per expressar les seves idees i conceptes, tant conservant les lectures xineses com afegint les seves pròpies lectures d'aquests símbols. Per això avui dia, en estudiar el sistema de kanji, els japonesos han d'aprendre les dues formes de lectura. A més, van crear posteriorment dos sil·labaris per representar tots els seus sons basant-se en simplificacions de caràcters ideogràfics xinesos. Aquests sil·labaris es diuen hiragana i katakana. Aquest darrer s'utilitza en l'actualitat per representar totes les paraules estrangeres.
A causa de la peculiar història del Japó, entre les característiques de la llengua es troba un sistema d'honorífics que resulta en formes verbals i construccions gramaticals específiques per indicar l'estatus relatiu entre l'emissor i el receptor, així com el respecte (o absència de respecte) cap a la persona adreçada.

## Distribució geogràfica i dialectes

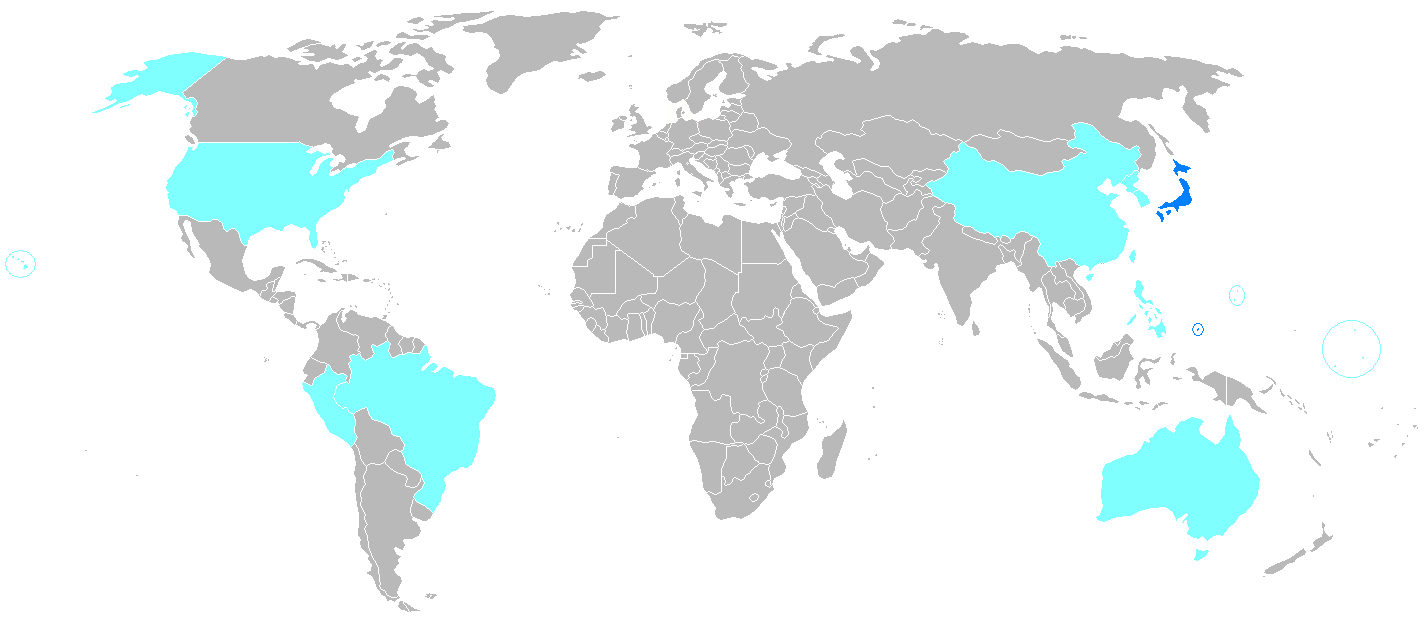
Distribució del japonès

El japonès és parlat al Japó per uns 130 milions de persones, principalment a les illes del Japó (Kyushu, Honshū, Hokkaido, Shikoku i altres illes menors, com Okinawa); a altres llocs hi ha col·lectius importants de parlants, com a les illes Hawaii (més de 250.000, el 30% de la població), a Califòrnia (EUA) (uns 300.000) i al Brasil (150.000).
Té una gran varietat dialectal, a causa del terreny muntanyós i a una llarga història d'aïllaments tant interns com externs. Els dialectes difereixen principalment en l'entonació, inflexió morfològica, vocabulari, ús de partícules i pronúncia. Alguns dialectes difereixen en la quantitat de fonemes de què disposen, tot i que aquest tipus de diferències no són comuns.
El japonès estàndard (標準語, hyōjungo) es considera l'idioma oficial i està freqüentment basat en la variant de Kanto (関東, kantō. Tòquio i rodalia), el qual és anomenat informalment "NHK語" (NHK-go, llengua NHK, per la cadena nacional de televisió NHK).
Tanmateix, els dialectes no varien per qüestions geogràfiques. Per exemple, dialectes geogràficament separats com el 東北弁 (Tōhoku-ben, dialecte de Tohoku) o 対島弁 (tsushima-ben, dialecte de Tsushima) són fàcilment compresos per nadius d'altres dialectes, mentre que el dialecte de Kagoshima (鹿児島) al sud de Kyūshū (九州) és conegut per ser incomprensible no només per a persones que parlen japonès estàndard, sinó també per als dialectes propers de l'àrea de Kyūshū.
A les illes Ryūkyū s'hi parlen les llengües ryukyuenques, per exemple a l'illa d'Okinawa, i es consideren sovint un dialecte del japonès a causa de les seves semblances lèxiques i gramaticals. Tanmateix, ambdues llengües resulten mútuament incomprensibles i lingüistes moderns els consideren idiomes diferents dins la mateixa família.

### Variants històriques
La història de la llengua japonesa s'acostuma a dividir en tres períodes diferenciats.
- Japonès antic, que va des del segle v fins a l'XI.
- Japonès mitjà, que va dels segles XII al XVI, i mostra certs canvis fonètics respecte al període anterior, com el canvi fonètic / p /> / h, f /.
- Japonès modern, del segle xvii en endavant, que es caracteritza per l'existència de nombroses palatalitzacions de les consonants coronals:
  - /*si, *zi /> /ʃi, ʒi/ (shi, ji) /*sya, *syo, *syu; *zya, *zyo, *zyu /> /ʃa, ʃo, ʃu, ʒa, ʒo, ʒu/ (sha, sho, shu; ja, jo, ju).
  - /*ti, *di /> /t͡ʃi, ʒi/ (chi, ji), /*tya, *tyo, *tyu; *dya, *dyo, *dyu /> /t͡ʃa, t͡ʃo, t͡ʃu; ʒa, ʒo, ʒu/ (cha, cho, chu; ja, jo, ju).

Aquests canvis van tenir el resultat secundari de simplificar els atacs sil·làbics complexos, que en japonès modern només són possibles en préstecs i síl·labes de paraules natives que comencen per sonorants /r, m, n/.

### Influències
Algunes de les similituds lèxiques entre les llengües austronèsies i el japonès podrien haver-se produït per la influència adstrat d'algunes d'aquestes llengües, tot i que l'evidència a favor d'aquesta influència prehistòrica no és concloent. A partir del segle vii sí que és notòria la influència de la cultura xinesa al Japó i l'adopció en aquesta llengua de nombrosos préstecs lèxics procedents del xinès per a designar conceptes tècnics i culturals associats a la influència xinesa. El xinès clàssic és al japonès, una cosa similar al que les arrels d'origen grec són a les llengües europees: una font d'elements lèxics per formar neologismes. El mateix sistema d'escriptura japonesa és en si mateix una mostra de la influència cultural xinesa al japonès.
A partir del segle xvi el japonès adoptà alguns termes procedents del portuguès i altres llengües de colonització europea, i a partir del segle xx la influència de l'anglès com a font de nous préstecs al japonès és hegemònica.

## Fonologia
El japonès té poques vocals i consonants i la majoria de les síl·labes són obertes. L'accent és musical i té dos tons diferents: alt i baix.
El sistema fonològic japonès consta de cinc vocals, que escrites en caràcters llatins són: a, i, u, e, o, segons l'ordre tradicional. Les vocals es pronuncien com les tancades en català excepte la u, que es pronuncia amb els llavis estesos /ɯ/, és a dir, es tracta d'una vocal no arrodonida. Les vocals poden ser normals o llargues, en aquest cas tenen una durada doble de la normal i es consideren com a síl·labes separades.
Té els següents 20 fonemes consonàntics:
|                    | punt d'articulació |        |          |              |         |       |        |        |
| mode d'articulació | Labial             | Dental | Alveolar | Postalveolar | Palatal | Velar | Glotal | Uvular |
| Oclusives          | p b                |        | t d      |              |         | k g   |        |        |
| Líquides           |                    |        |          | ɺ̠            |         |       |        |        |
| Fricatives         | ɸ                  |        | s z      |              |         |       | h      |        |
| Africades          |                    |        | ʦ ʣ      | ʨ ʥ          |         |       |        |        |
| Nasals             | m                  |        | n        |              |         |       |        | N      |
| Aproximants        |                    |        |          |              | j       | ɰ     |        |        |

L'estructura sil·làbica del japonès pot adquirir alguna de les següents maneres:
- Vocal (Ex.: a, i)
- Consonant més vocal (Ex.: ka, pi)
- Consonant més semivocal (Ex.: kya, pya) més vocal
- N

Això vol dir que l'idioma japonès no admet síl·labes formades per combinacions més complexes com a doble consonant més vocal o vocal més consonant. A part d'això hi ha també un so anomenat sokuon que consisteix en la geminació, és a dir repetició, de la consonant següent.
Un fenomen fonètic comú en el japonès és l'ensordiment de les vocals /ɯ/ i /i/ (alteració de la vocal sonora en vocal murmurava a causa del context) quan es troben en posició no accentuada entre consonats sordes. És el cas de moltes terminacions desu i masu en conjugacions verbals, que se senten com dess i mass respectivament.
Un altre fenomen particular, freqüent i molt complex és el rendaku, que consisteix en la sonorització d'una consonant sorda en paraules compostes:
- 国 /kuni/ més 々 (repetició de l'element anterior)

La /k/ sorda del segon kuni es converteix en la seva contrapart sonora /g/. Per tant, no es pronuncia */kunikuni/, com podria esperar, sinó /kuniguni/

## Escriptura
L'escriptura japonesa prové de l'escriptura xinesa, que va ser importada al Japó a través del contacte amb Corea, al segle IV. El sentit de lectura pot ser el tradicional (verticalment i de dreta a esquerra) i l'occidental (horitzontalment i d'esquerra a dreta). L'escriptura japonesa comprèn tres sistemes d'escriptura clàssics i un de transcripció:
- Kana, sil·labaris
  - Hiragana (平仮名; ひらがな), sil·labari per paraules gramaticals i tot allò que no tingui kanji.
  - Katakana (片仮名; カタカナ), sil·labari usat principalment per a paraules d'origen estranger i onomatopeies (aproximadament un 10% de les paraules).
- Kanji (漢字), caràcters d'origen xinès, per escriure les paraules amb significat lèxic.
- Rōmaji (ローマ字), representació del japonès amb l'alfabet llatí. També sigles.

El katakana va ser creat per monjos budistes, mentre que el hiragana va ser desenvolupat per dones de l'aristocràcia. Per això, fins i tot avui dia, el hiragana és considerat com un sistema d'escriptura amb un cert toc femení (lletres més rodones) o infantil, per què la canalla comença a l'escola aprenent el hiragana. En l'actualitat, el katakana es fa servir per escriure fonèticament paraules d'origen estranger, particularment noms de llocs i de persones. També s'usa per a escriure onomatopeies i alguns noms de plantes o animals (tot i que es poden escriure amb hiragana i kanji) i, en forma figurativa, per emfatitzar paraules, de manera similar a l'ús exclusiu de majúscules, quan es vol cridar l'atenció. El hiragana, d'altra banda, es combina amb els kanji per escriure paraules, exemple: 見る miru (veure). On l'arrel de la paraula (significat lèxic) van en kanji i la terminació (significat gramatical) va en hiragana. Des de fa unes dècades, el japonès ha adoptat moltes paraules estrangeres, sent la majoria d'origen anglès i unes poques de l'alemany entre altres idiomes. També hi ha paraules que provenen del castellà, i que es van adoptar fa alguns segles, quan els missioners espanyols i portuguesos van arribar al Japó per primera vegada. Per exemple, カッパ (kappa, capa) i パン (pan, pa).
Originalment existia un escàs nombre de síl·labes possibles, però en els últims anys, a causa de la creixent influència dels idiomes estrangers (sobretot l'anglès), han estat annexats alguns sons que només poden ser escrits en katakana (トゥ tu, ティ ti, ヴィ vi, ファ fa, フェ fe, チェ che...)
En japonès existeix un grup de sons anomenats "sons impurs" (g, z, d, b) es formen afegint un accent semblant a unes cometes, nigori (濁り) か ka → が ga, す su → ず zu, て te → で de, ほ ho → ぼ bo. Els caràcters en p ("so mitjà impur") es formen afegint als caràcters en h un accent semblant a un petit cercle, anomenat maru, ほ ho → ぽ po.
A causa de raons fonètiques, algunes paraules poden canviar un so pur inicial per un so impur. A més, un "chi" o "tsu" final pot fer que una paraula s'ajunti amb la següent, doblant el so consonàntic inicial d'aquesta. Per exemple, ichi + ka → ikka. La consonant doble, en l'escriptura, ve precedida d'un petit caràcter tsu (っ, ッ), i per doblar una vocal, en hiragnana per les o, una petita u després (う) a exempció d'unes paraules.

### Transliteració
El rōmaji (literalment, "escriptura romana", referint-se al llatí) és el sistema de transliteració del japonès a lletres llatines. Hi ha diversos sistemes de transliteració rōmaji. El més utilitzat és el sistema Hepburn modificat, fins i tot en serveis públics, malgrat que l'oficial és el sistema Kunrei. El sistema Hepburn, més fàcil de ser pronunciat per parlants de llengües indoeuropees i més proper a la pronunciació japonesa, mentre que Kunrei és més esquemàtic. Per exemple, en Hepburn la quarta columna dels sil·labaris s'escriu ta, chi, tsu, te, to; mentre que en Kunrei s'escriu ta, tu, tu, te, to.
El rōmaji s'aprèn a les escoles i tots els parlants japonesos el saben llegir i escriure, però en japonès escrit molt rarament s'utilitza el rōmaji. Habitualment només s'inclouen sigles d'ús internacional com MP3 o CD, o bé noms de llocs, persones o obres occidentals als seus textos. També s'utilitza modernament per introduir textos japonesos en processadors de text (waprō en japonès, de l'anglès word processor), o en dispositius com ordinadors, telèfons, etc. Amb tot, tant els ordinadors com els telèfons mòbils poden disposar de teclats amb kana per introduir text.
L'escriptura del rōmaji segueix l'ordre d'escriptura del text escrit en kanji i kana: horitzontalment d'esquerra a dreta (habitual en textos generats amb waprō, com ara articles acadèmics o treballs d'aquesta mena) o verticalment de dalt a baix, escrit de dreta a esquerra (el més habitual en textos escrits a mà o impresos, com ara llibres).

## Gramàtica
Vegeu també: Gramàtica japonesa
El japonès és una llengua d'estructura aglutinant, combina diversos elements lingüístics en paraules simples. Cada un d'aquests elements té un significat fix i és apte per existir per separat. El japonès només té sufixos, no fa servir prefixos, de manera que els únics processos per a la formació de paraules són la composició i la derivació mitjançant sufixos.
La gramàtica del japonès és molt diferent de la catalana. Algunes de les seves característiques són:
- L'estructura gramatical és subjecte-objecte-verb.
- Els noms i els adjectius no tenen gènere ni nombre. Per exemple: ここに犬がいる (Koko ni inu ga iru) pot significar: Aquí hi ha un gos, aquí hi ha una gossa, aquí hi ha uns gossos, aquí hi ha unes gosses. L'autèntic significat de l'oració es dedueix pel context i només si és necessari s'especifica dient si és un mascle o una femella i el nombre que hi ha.[19] No obstant hi ha tant noms com adjectius específics per un gènere o nombre. Per exemple: 美しい (Utsukushii noia bonica) かっこいい (Kakkoii, noi bonic).[20]
- No està gaire estesa la noció de la pluralitat. En general, no es fan servir plurals sinó que la pluralitat del subjecte o l'objecte es dedueix pel context, normalment quan hi ha un plural es posa el nombre al costat del nom. No obstant això, el sufix -tachi, entre d'altres, indica la idea de pluralitat (per exemple, 私 watashi, jo; 私達 watashi-tachi, nosaltres),[21] de vegades es duplica la paraula amb la mateixa finalitat. Per exemple, a partir de l'antic pronom de primera persona 我 (ware, jo), es forma el mot 我々 (wareware, nosaltres) per duplicació mitjançant el signe anomenat kurikaeshi (々). La duplicació de kanji a vegades causa el fenomen del rendaku. Per exemple: 人 (Hito, persona) esdevé 人々 (hitobito, persones), és a dir, la 'h' esdevé 'b'.
- No existeix el temps futur, només hi ha el present i el passat. Per expressar fets o idees en futur s'utilitza el temps present si segons el context no es pot entendre que s'està parlant d'un temps futur o simplement es vol concretar s'afegeix un adverbi de futur.[22]
- Els verbs japonesos són impersonals, gairebé no n'hi ha d'irregulars i, com s'ha dit en el primer punt, sempre van al final de l'oració. Els adjectius verbals tenen una sola forma.[23]
- Des del punt de vista sintàctic, el japonès no té categories funcionals.[24]

### Partícules
Les partícules són uns elements gramaticals que per ells mateixos no signifiquen res, i que normalment són un únic caràcter hiragana. La seva funció és la d'expressar una funció determinada.
- Wa (は): Tot i pronunciar-se wa (わ), es fa servir el kana (は, ha) i s'utilitza per referir-se el tema del qual es parla. Per exemple: 私はカタルーニャ人です(Watashi wa kataruunya-jin desu, Soc català). És la partícula més comuna de totes, ja que es troba en les frases amb una estructura més simple en el japonès X は Y です。[25]

- Ga (が): S'utilitza per indicar qui o què és el subjecte de l'oració. Per exemple: 本がある (Hon ga aru, Hi ha un llibre). En el català, la diferència entre aquestes dues partícules pot ser una mica confusa, ja que normalment el tema de l'oració i el subjecte solen ser el mateix.[26][28]
- Mo (も): És una de les partícules més simples, ja que simplement significa també o tampoc. Exemple: 私はカタルーニャ人です。私もです。(Watashi wa kataruunya-jin desu. Watashi mo desu. Soc català. Jo també.).[29]
- No (の): Partícula que designa possessió. Per exemple: 私の猫 (Watashi no neko, El meu gat). Es podria traduir per de i sempre té l'estructura de: propietari + no + propietat.[26][30]
- E (へ): Es pronuncia e (え), però s'escriu amb el kana he (へ)i la seva funció és la d'expressar una direcció. Per exemple: 日本へ行く (Nihon e iku, Anar al Japó).[31][32]
- O (を): Es pronuncia o (お), però s'escriu amb el kana wo (を), actualment està en dessús aquest kana i s'usa únicament com a partícula, designa el complement directe. Per exemple: ピアノを弾く (Piano o hiku, Tocar el piano).[31][33]
- Ni (に): La partícula ni té diverses funcions:[26][34]
  - Existència: Per indicar que hi ha algú o alguna cosa en un lloc en concret. Per exemple: そこに猫がいる (soko ni neko ga iru, allà hi ha un gat.).
  - Contacte directe: Per indicar que una acció es realitza tocant una cosa. Per exemple: 黒板に字を書く (Kokuban ni ji o kaku, Escriure lletres a la pissarra).
  - Complement indirecte: Acompanya al complement indirecte de l'oració. Per exemple: メアリーにギフトをあげる (Mearii ni gifuto o ageru, Donar un regal a la Maria).
- De (で): La partícula de, igual que la ni té diverses funcions, les dues més importants:[31][35][36]
  - Mitja de transport: Sempre que es diu que algú o alguna cosa es desplaça per X s'usa la partícula de. Per exemple: 車で行く (Kuruma de iku, Anar en cotxe).
  - Acció en un lloc: Per indicar que en un lloc en concret es fa una acció. Per exemple: 私は学校で勉強する (Watashi wa gakkou de benkyou suru, Estudio a l'escola).
- To (と): La partícula to, té dues funcions:[31][36]
  - Comptador: S'usa per enllaçar els elements d'una llista curta, no més de tres elements (aquesta no és una regla gramatical, simplement no se sol usar en enumeracions llargues per la seva mala fonètica), a més els elements de la llista han de ser substantius, no es pot ficar un to entre dos adverbis o adjectius. Per exemple: 車と電車と飛行機 (Kuruma to densha to hikouki, Cotxe, tren i avió).
  - Per citar una persona: Quan es vol citar el que ha dit una persona. Per exemple: メアリーは「こんにちは」と言う (Mearii wa (kon'nichiwa) to iu, La Maria diu hola).

### Comptadors
El japonès té unes partícules gramaticals que no existeixen en català anomenades comptadors. Per expressar una quantitat no n'hi ha prou de dir la quantitat que hi ha, sinó que s'hi ha d'afegir el comptador, l'estructura és: substantiu + partícula + numeral + comptador + verb. Per exemple: ここに犬が五匹あります (koko ni inu ga go hiki arimasu, Aquí hi ha cinc gossos).
Hi ha molts comptadors i exceptuant un, つ (tsu) que es pot fer servir com a comodí i usar-lo en tots els casos (tot i no ser gaire utilitzat), s'usen per comptar diferents coses, entre els més importants hi ha: 人 (nin), usat per comptar persones; 台 (dai), que serveix per comptar màquines (ordinadors, cotxes, rentadores...); 匹 (hiki), per comptar animals petits; 本 (hon), per comptar coses allargades i primes; 枚 (mai), per comptar coses planes.

### Adjectius
Existeixen dos tipus d'adjectius els de tipus -i (que acaben en aquesta terminació) i els de tipus -na (que acaben en aquesta terminació). No hi ha cap adjectiu que no acabi en una d'aquestes dues formes. Els adjectius sempre van davant del substantiu. Els adjectius de tipus -i es flexionen al passat afegint -katta, a la forma negativa afegint -kunai i al passat-negatiu -kunakatta, en tots els casos s'elimina la i final. Per exemple: 青いです (Aoi desu, és blau), 青かったです (Aokatta desu, era blau), 青くないです (Aokunai desu, no és blau), 青くなかったです (Aokunakatta desu, no era blau). Quan es flexiona un adjectiu -i és verb roman estàtic, sempre va en present i positiu. Els adjectius de tipus -na a diferència del -i no es flexionen, sempre estan en present i afirmatiu i és el verb que l'acompanya el que es flexiona. Exemple: 危険です (kiken desu, és perillós), 危険でした (kiken deshita, era perillós), 危険ではありません (kiken de wa arimasen, no és perillós), 危険ではありませんでした (kiken de wa arimasen deshita, no era perillós). La síl·laba -na del final de l'adjectiu només s'elimina quan va acompanyat d'un verb, com en els exemples donats però si va davant d'un substantiu llavors el conserva.

### Adverbis
Els adverbis són mots invariables i van davant del verb o l'adjectiu. Igual que en català afegint el sufix -ment, en japonès es poden fer adverbis a partir d'adjectius: en els adjectius de tipus -i el canvi és llevant-ne la -i i afegint-hi un -ku; i, en els adjectius de tipus -na, substituint el -na final per un -ni.

## Onomatopeies
A diferència del català i la resta de llengües occidentals les onomatopeies en japonès tenen un gran pes. Les onomatopeies no només es troben en els manga o els utilitzen els nens per imitar els sons dels animals, també s'usa en el llenguatge formal tant escrit com oral i per gent de totes les edats i es poden escriure tant en hiragana com en katakana. La majoria dels casos les onomatopeies japoneses són dues síl·labes que es repeteixen una vegada.
Hi ha dos tipus d'onomatopeies:
GiongoSignifica "imitar el so" i són aquells que imiten el so d'alguna cosa. Per exemple: きいきい (kiikii, crits dels micos), どかん (dokan, una explosió).
GitaigoSignifica "imitar un estat" i són aquells que fan referència a un estat tant físic com psicològic d'una persona. Per exemple: いらいら (iraira, estar nerviós), くたくた (kutakuta', estar cansat).

## Sufixos de persones
Un tret característic del japonès que no tenen les llengües occidentals és l'ús dels sufixos de persona. Per parlar d'una segona o tercera persona en japonès gairebé sempre s'usen sufixos després del nom, sobretot si no es coneix molt bé la persona o no s'hi té molta confiança. Només quan hi ha molta confiança entre dues persones o hom és un mal educat (segons la societat japonesa) es diu el nom d'una persona sense sufix.
Existeixen diferents tipus de sufixos segons la situació, entre els més comuns hi ha:
San (さん)És el més comú de tots, s'usa per referir-se alguna persona desconeguda o algú a qui se li rep respecte com pot ser als pares o un germà gran, a un superior de la feina, a una persona gran...
Sama (様, さま)És un sufix que s'usa per algú a qui se li té molt de respecte com un noble, un emperador, al cap de l'empresa... També s'usa en el correu i en els documents per referir-se a qualsevol persona, en aquest cas no s'usa el sufix san.
Kun (君, くん)Usat per referir-se als nois joves o en les relacions "superior-inferior" com la d'un professor amb el seu estudiant, quan el superior li parla a l'inferior. També indica certa familiaritat si ho diu una dona.
Chan (ちゃん)Sufix afectuós que se li diu a un nen o una noia jove la qual se li té molta confiança. Per exemple, el personatge de la sèrie "Shin-chan" en veritat s'anomena Shinnosuke però els familiars i amics l'anomenen amb aquest sufix de manera afectuosa.

## Números
| Número            | Forma japonesa | Lectura preferencial | Lectura on (xinesa)  | Lectura kun (japonesa)         |
| 0                 | 零             | zero                 | rei / れい           | -                              |
| 1                 | 一             | ichi                 | ichi / いち          | hito(tsu) / ひと(つ)           |
| 2                 | 二             | ni                   | ni, ji / に, じ      | futa(tsu) / ふた(つ)           |
| 3                 | 三             | san                  | san / さん           | mi(ttsu) / み(っつ)            |
| 4                 | 四             | shi                  | shi / し             | yon, yo(ttsu) / よん、よ(っつ) |
| 5                 | 五             | go                   | go / ご              | itsu(tsu) / いつ(つ)           |
| 6                 | 六             | roku                 | roku / ろく          | mu(ttsu) / む(っつ)            |
| 7                 | 七             | shichi               | shichi / しち        | nana(tsu) / なな(つ)           |
| 8                 | 八             | hachi                | hachi / はち         | ya(ttsu) / や(っつ)            |
| 9                 | 九             | kyū                  | kyū, ku / きゅう, く | kokono(tsu) / ここの(つ)       |
| 10                | 十             | jū                   | jū / じゅう          | tō / とお                      |
| 20                | 二十           | ni-jū                | ni-jū / にじゅう     | hata(chi) / はた(ち)           |
| 30                | 三十           | san-jū               | san-jū / さんじゅう  | miso / みそ                    |
| 100               | 百             | hyaku                | hyaku / ひゃく       | (momo / もも)                  |
| 1000              | 千             | sen                  | sen / せん           | (chi / ち)                     |
| 10.000            | 万             | man                  | man / まん           | (yorozu / よろず)              |
| 100.000.000       | 億             | oku                  | oku / おく           | -                              |
| 1.000.000.000 000 | 兆             | chō                  | chō / ちょう         | -                              |

Tot i que normalment es diu amb la lectura (1) el nombre quatre (四) es diu més amb la lectura (2), ja que, la paraula "shi" també significa "mort".

## El japonès al món
Moltes universitats importants de tot el món ofereixen cursos d'idioma japonès, i una sèrie d'escoles de secundària i fins i tot escoles primàries ofereixen cursos de japonès a tot el món. L'interès internacional vers l'idioma japonès s'inicià cap al 1800 però s'ha tornat més freqüent després de la bombolla econòmica del Japó de la dècada del 1980 i la popularitat global de la cultura pop japonesa (com l'anime i els videojocs) des de la dècada del 1990. Al voltant de 2,3 milions de persones a tot el món van estudiar l'idioma el 2003: 900.000 sud-coreans, 389.000 xinesos, 381.000 australians, i 140.000 nord-americans van estudiar japonès en institucions educatives bàsiques i superiors.